# Idioma ngambwe
Ngambwe es una  lengua bantú de Angola. Hasta tal vez Anita Pfouts (2003), se consideraba un dialecto del idioma nyaneka.